# Time Bomb (álbum de Buckcherry)
Time Bomb es el segundo álbum de Buckcherry y último con los miembros de la banda original. Fue producido por John Travis, y lanzado el 27 de marzo de 2001 por DreamWorks Records.

## Lanzamiento y recepción
El álbum lanzó un sencillo, "Ridin'". La letra son más sórdidas que en el primer álbum de la banda, sugiriendo exceso considerable de rock n' roll en la banda en ese momento. El bonus track (sin título, pero oficialmente llamado "Open My Eyes") sugiere un fin a esto debido a una relación exitosa. El álbum actualmente está fuera de impresión. Los críticos consideran que Time Bomb es el peor álbum de Buckcherry.

## Lista de canciones
Todas las canciones son escritas por Josh Todd y Keith Nelson, a menos que se diga lo contrario.
1. "Frontside" - 3:26
2. "Ridin'" - 3:40
3. "Time Bomb" - 4:09
4. "Porno Star" - 3:20 (Todd, Yogi)
5. "Place in the Sun" - 3:07 (Nelson, Todd, Yogi)
6. "(Segue) Helpless" - 4:50
7. "Underneath" - 2:38 (Brightman, Todd, Yogi)
8. "Slit My Wrists" - 4:00 (Nelson, Todd, Yogi)
9. "Whiskey in the Morning" - 2:29
10. "You" - 4:04
11. "Slamin'" - 2:58
12. "Fall" - 3:13
13. "Good Things (Japanese bonus track)" - 3:27
14. "Open My Eyes" - 3:36

### Canciones exclusivas deBest Buy
- Good Things
- Lit Up (En vivo)
- Fastback 69 (En vivo)